# Boeing 777
Boeing 777, denumit în mod obișnuit Triplu Șapte (Triple Seven), este un avion de linie lung-curier cu fuzelaj larg, dezvoltat și fabricat de compania americană Boeing Commercial Airplanes. 777 este cel mai mare avion bimotor din lume și avionul de linie cu fuzelaj larg cu cele mai multe exemplare construite. Avionul de linie a fost proiectat pentru a reduce decalajul dintre celelalte avioane cu fuzelaj larg construite de Boeing, 767 cu două motoare și 747 cu patru motoare, și pentru a înlocui vechile DC-10 și L-1011 trimotor. Dezvoltat în consultare cu opt mari companii aeriene, programul 777 a fost lansat în octombrie 1990, la o comandă de la United Airlines. Prototipul a fost lansat în aprilie 1994 și a zburat pentru prima dată în iunie. 777 a intrat în serviciu cu operatorul United Airlines în iunie 1995. Variante cu rază mai lungă au fost lansate în 2000 și livrate pentru prima dată în 2004.
Modelul 777 poate găzdui o dispunere de zece rânduri de scaune și are o capacitate tipică de 3 clase de 301 până la 368 de pasageri, cu o autonomie de la 9.700 până la 15.840 km. Avionul de linie este recunoscut pentru motoarele sale cu turboventilator cu diametru mare, șase roți pe fiecare tren de aterizare principal și secțiunea transversală a fuzelajului complet circular. 777 a devenit primul avion de linie construit de Boeing care a folosit comenzi fly-by-wire și care a aplicat o structură compozită de carbon la stabilizatoarele orizontale.
Versiunea 777 originală cu o greutate maximă la decolare (MTOW) de 247–299 t a fost produsă în două lungimi ale fuzelajului: 777-200 a fost urmată de -200ER cu raza extinsă în 1997; și de -300 cu 10,13 m mai lung în 1998. Aceste versiuni erau propulsate de motoarele General Electric GE90 (343-436 kN),  Pratt & Whitney PW4000 sau Rolls-Royce Trent 800. Versiunea 777-300ER cu rază extinsă, cu un MTOW de 318–352 t, a intrat în serviciu în 2004, 777-200LR cu rază mai lungă în 2006, iar 777F pentru cargo în 2009. Aceste variante pentru rază mai lungă folosesc motoare GE90 de 489–513 kN și au vârfuri înclinate extinse ale aripilor. În noiembrie 2013, Boeing a anunțat dezvoltarea lui 777X cu variantele -8 și -9, ambele având aripi compozite cu vârfuri retractabile și motoare General Electric GE9X.
Până în 2018, Emirates a fost cel mai mare operator cu o flotă de 163 de aeronave. Au fost comandate și livrate mai multe avioane 777 decât orice alt avion de linie cu fuzelaj larg; În decembrie 2023, peste 60 de clienți au plasat comenzi pentru 2.241 de aeronave de toate variantele, cu 1.727 livrate. Cea mai comună și de succes variantă este 777-300ER cu 837 de avioane comandate și 832 livrate. Triplu Șapte a concurat inițial cu Airbus A340 și McDonnell Douglas MD-11; din 2015 a concurat în principal cu Airbus A350 și mai târziu și cu A330-900. Până în decembrie 2023, 777 a fost implicat în 30 de accidente și incidente de aviație, incluzând opt accidente cu pierderea totală a fuzelajului, cu 541 de decese, dintre care o victimă la sol.

## Dotări
Avionul este dotat cu tehnologii moderne : instrumente de zbor digitale oferite prin panouri LCD produse de Honeywell, control complet digital (fly-by-wire), cu sisteme de rezervă manuale, sisteme avionice controlabile complet din software, utilizarea materialelor compozite pe o suprafață mai mare decât până atunci (9% după masă), fibră optică ca sistem primar de transmisie și control pentru avionică, cel mai mare și puternic motor instalat vreodată într-un avion comercial (GE90-115B1) și cel mai mare tren de aterizare (în plus, trenul de aterizare permite cea mai mare greutate maximă pe o roată dintre toate avioanele comerciale - 23.73 t.).
Avionul folosește însă și tehnologii clasice - precum manșa clasică spre deosebire de modelele Airbus care au trecut la utilizarea joystickurilor. La fel, secțiunea frontală (secțiunea 41) este identică cu cea a Boeing 767.
Pentru confortul piloților și membrilor echipajului pe distanțe foarte lungi, se oferă un spațiu special de odihnă, deasupra cabinei pasagerilor, dotat cu paturi. De altfel, întregul interior al avionului a fost nou, fiind apoi utilizat și în cazul altor modele.

## Modele
Avionul a fost gândit pentru a asigura trei piețe - în funcție de distanța necesară de a fi parcursă : piața A (3900-5200 mile nautice - 7223-9630 km), piața B (5800-7700 mile nautice - 10742–14620 km) și piața C (orice peste 8000 mile nautice - 14816 km).

### 777-200
Astfel, există 5 variante de pasageri : 777-200, 777-200ER (Extended Range - autonomie extinsă), 777-200LR (Long Range - autonomie mare), 777-300 și 777-300ER. În plus, se oferă și un model cargo, numit 777F (Freighter - de marfă).
- 777-200 (uneori și 772A) : construit pentru piața A, a fost livrat prima oară în 1995, cu United Airlines. Masa maximă autorizată de decolare este de 229-247 tone și autonomia este între 3,780-5,150 mile nautice (7,000 - 9,500 km). Este disponibil cu trei modele de motoare : (329 kN) Pratt & Whitney PW4074 la 329 kN, GE90-75B la 334 kN, sau Rolls Royce Trent 875s, tot la 334 kN. Au fost comandate 88 de avioane 777-200, toate fiind livrate. Competiția este Airbus A330.

- 777-200ER (uneori și 772B) : a fost oferta inițială pentru piața B, având o masă autorizată mai mare (263-286 t.), rezervoare adiționale de combustibil, și o autonomie crescută, între 11,000 și 14,300 km. Primul model a fost livrat în 1997 liniei British Airways. Modelul deține recordul de zbor cu un singur motor - a zburat timp în siguranță timp de 192 minute (limita maximă ETOPS la vremea respectivă) pe 17 martie 2003, cu 255 de pasageri la bord, deasupra Oceanului Pacific, aterizând apoi în siguranță. Au fost comandate 430 de avioane, din care au fost deja livrate 395. Competiția este Airbus A340-300.

- 777-200LR este cel mai nou model Boeing 777 - fiind lansat în 2006. Este avionul cu cea mai mare autonomie din lume, putând lega aproape oricare două aeroporturi din lume - avionul poate zbura 17446 km, fără oprire, în 18 ore. Folosește motoare GE90-110B1 de 495 kN, și are încă și mai multe tancuri de combustibil. Deține recordul de zbor pentru un avion comercial, zburând 21,602 km, de la Hong Kong la Londra în 22 ore (pe ruta lungă, înspre est, desupra Oceanului Pacific, Americii și Atlanticului, ruta normală, înspre vest, fiind mult mai scurtă, fiind parcursă zilnic de mai multe modele). Momentan, există 40 de modele comandate, din care 2 au fost deja livrate către Pakistan International Airlines și unul la Air Canada. Boeing lucrează pentru a putea crește autonomia avionului încă și mai mult (și pentru a fi competitiv cu viitorul Airbus A350), astfel încât ruta Londra-Sydney, una din ultimele rute care nu pot fi oferite fără escală să devină posibilă. Momentan, nu are competitor (Airbus A340-500 este cel mai apropiat model, doar că are o autonomie mai mică și 4 motoare).

### 777-300
- 777-300 este modelul lung pentru piața A, fiind vândut și ca înlocuitor pentru modelele originale Boeing 747, care ajunseseră la sfârșitul duratei de viață. Este mai lung cu 10.1 m, permițând până la 550 de pasageri în configurație charter (în configurație standard, de trei clase, capacitatea este de 368 pasageri, cu o autonomie de 10.500 km. Este capabil de ETOPS-180, și folosește propulsoare de 400 kN de la Pratt and Whitney (PW4090) sau propulsoare General Electric GE90-92Bs de 436 kN. Au fost comandate 60 de bucăți, din care toate au fost livrate - ultima comadă a avut loc în 2002, modelul fiind înlocuit de 777-300ER. Airbus A340-300 și Airbus A340-600 sunt modelele concurente.

- 777-300ER este modelul de maximă capacitate al seriei, oferind, față de 777-300, și o autonomie mai mare - de aproape 14.594 km. Acest lucru este posibil din cauza motoarelor GE90-115B, masei mai mari autorizate, și unor îmbunătățiri structurale, care permit transportul a mai mult combustibil, în condiții similare de încărcare cu pasageri și marfă. 777-300ER a zburat peste 6 ore cu un singur motor, pentru certificare ETOPS (deși erau necesare doar 3 ore de zbor). 266 bucăți au fost comandate din care au fost livrate 89 de bucăți.

### 777F
Modelul de marfă este construit dintr-o amalgamare a modelului 777-300ER (trenul de aterizare, rezervor) și 777-200LR (motoare și structură). Primul zbor va avea loc în 2008 și va putea transporta aproape 103 tone pe o distanță de 9065 km.

## Performanțe
|                                                     | 777-200                                           | 777-200ER                                         | 777-200LR                                         | 777 Freighter                                     | 777-300                                           | 777-300ER                                         |
| --------------------------------------------------- | ------------------------------------------------- | ------------------------------------------------- | ------------------------------------------------- | ------------------------------------------------- | ------------------------------------------------- | ------------------------------------------------- |
| Membri ai echipajului                               | Doi piloți                                        | Doi piloți                                        | Doi piloți                                        | Doi piloți                                        | Doi piloți                                        | Doi piloți                                        |
| Pasageri                                            | 305 (3-clase)                                     | 305 (3-clase)                                     | 303 (3-clase)                                     | N/A                                               | 368 (3-clase)                                     | 365 (3-clase)                                     |
| Lungime                                             | 63.7 m                                            | 63.7 m                                            | 63.7 m                                            | 63.7 m                                            | 73.9 m                                            | 73.9 m                                            |
| Lungimea aripilor                                   | 60.9 m                                            | 60.9 m                                            | 64.8 m                                            | 64.8 m                                            | 60.9 m                                            | 64.8 m                                            |
| Lățimea cabinei                                     | 5.86 m                                            | 5.86 m                                            | 5.86 m                                            | 5.86 m                                            | 5.86 m                                            | 5.86 m                                            |
| Lățimea fuselajului                                 | 6.19 m                                            | 6.19 m                                            | 6.19 m                                            | 6.19 m                                            | 6.19 m                                            | 6.19 m                                            |
| Masă                                                | 307,000 lb (139,225 kg)                           | 315,000 lb (142,900 kg)                           | 326,000 lb (148,181 kg)                           | N/A                                               | 353,600 lb (160,120 kg)                           | 366,940 lb (166,881 kg)                           |
| Masă maximă la decolare                             | 545,000 lb (247,210 kg)                           | 656,000 lb (297,560 kg)                           | 766,000 lb (347,450 kg)                           | 766,000 lb (347,450 kg)                           | 660,000 lb (299,370 kg)                           | 775,000 lb (351,534 kg)                           |
| Viteză de croazieră                                 | 0.84 Mach (555 mph, 892 km/h, 481 knots) la FL350 | 0.84 Mach (555 mph, 892 km/h, 481 knots) la FL350 | 0.84 Mach (555 mph, 892 km/h, 481 knots) la FL350 | 0.84 Mach (555 mph, 892 km/h, 481 knots) la FL350 | 0.84 Mach (555 mph, 892 km/h, 481 knots) la FL350 | 0.84 Mach (555 mph, 892 km/h, 481 knots) la FL350 |
| Viteză maximă                                       | 0.89 Mach (587 mph, 945 km/h, 510 knots) la FL350 | 0.89 Mach (587 mph, 945 km/h, 510 knots) la FL350 | 0.89 Mach (587 mph, 945 km/h, 510 knots) la FL350 | 0.89 Mach (587 mph, 945 km/h, 510 knots) la FL350 | 0.89 Mach (587 mph, 945 km/h, 510 knots) la FL350 | 0.89 Mach (587 mph, 945 km/h, 510 knots) la FL350 |
| Capacitate cargo                                    | 150 m³                                            | 150 m³                                            | 150 m³                                            | 636 m³                                            | 200 m³                                            | 200 m³                                            |
| Autonomie cu maxim de încărcare                     | 3,250 nm (6,020 km)                               | 5,800 nm (10,740 km)                              | 7,500 nm (13,890 km)                              | 4,895 nm (9,065 km)                               | 3,800 nm (7,035 km)                               | 5,500 nm (10,190 km)                              |
| Autonomie normală                                   | 5,210 nm (9,649 km)                               | 7,730 nm (14,316 km)                              | 9,420 nm (17,446 km)                              | 4,895 nm (9,065 km)                               | 5,995 nm (11,029 km)                              | 7,880 nm (14,594 km)                              |
| Distanța de decolare la masa maximă MTOW ISA+15 MSL | 8,200 ft (2,500 m)                                | 11,600 ft (3,536 m)                               | 11,600 ft (3,536 m)                               | N/A                                               | 11,200 ft (3,414 m)                               | 10,500 ft (3,200 m)                               |
| Capacitate combustibil                              | 31,000 US gal (117,335 L)                         | 45,220 US gal (171,160 L)                         | 53,440 US gal (202,287 L)                         | 47,890 US gal (181,280 L)                         | 45,220 US gal (171,160 L)                         | 47,890 US gal (181,280 L)                         |
| Altitudine maximă de serviciu                       | 46,710 ft (13,135 m)                              | 46,710 ft (13,135 m)                              | 46,710 ft (13,135 m)                              | 46,710 ft (13,135 m)                              | 46,710 ft (13,135 m)                              | 46,710 ft (13,135 m)                              |
| Motoare (x 2)                                       | PW 4077 RR 877 GE 90-77B                          | PW 4090 RR 895 GE 90-94B                          | GE 90-110B GE 90-115B                             | GE 90-110B                                        | PW 4098 RR 892 GE 90-94B                          | GE 90-115B                                        |

## Incidente și accidente
Zborul 38 al companiei British Airways a fost un zbor care a plecat de pe aeroportul Beijing cu destinația aeroportul Heathrow. Pe data de 18 ianuarie 2008, un avion Boeing 777-200ER care deservea zborul a pierdut ambele motoare. Avionul a planat 1 minut după care s-a prăbușit pe pistă .Dintre cei 153 de pasageri 47 au fost răniți. Cauza pierderii motoarelor a fost gheața din combustibil. Avionul a fost primul Boeing 777 aruncat la fier vechi.
Zborul 214 al Asiana Airlines a fost un zbor transpacific de pasageri operat de compania Asiana Airlines, care a plecat de pe Aeroportul Internațional Shanghai Pudong, a făcut escală pe Aeroportul Internațional Incheon de lângă Seul, Coreea de Sud, cu destinația Aeroportul Internațional San Francisco din comitatul San Mateo, California, SUA. In data de 6 iulie 2013, un avion Boeing 777-200ER care deservea zborul a ratat aterizarea pe Aeroportul Internațional San Francisco, la bord aflându-se 291 de pasageri și 16 membri ai echipajului. Printre pasageri s-au numărat 141 de cetățeni chinezi, 77 de cetățeni coreeni și 61 de cetățeni americani. Acesta a fost primul accident mortal care a implicat un model 777, trei persoane pierzandu-si viata in urma incidentului, insa numai 2 persoane din cauze stricte ale accidentului aviatic (cea de-a treia persoana (in viata fiind in urma impactului dintre avion si pista) a fost lovita de o masina a pompierilor cauzand decesul).
Zborul 370 al Malaysia Airlines a fost un zbor operat de Malaysia Airlines de la Kuala Lumpur către Beijing, care a dispărut de pe radare la 41 de minute după decolare (1:21 MYT), pe 8 Martie 2014. Cauza nu este cunoscută, și nici epava avionului nu a fost găsită. Pe 29 iulie 2015, pe insula Reunion a fost găsit un fragment de avion. Mai târziu, a fost confirmat faptul că acest fragment aparținea aeronavei 9M-MRO.
Zborul 17 al Malaysia Airlines s-a prăbușit pe 17 Iulie 2014, în Estul Ucrainei, fiind doborât de o rachetă de tip Buk sol-aer trasă de separatiștii pro-ruși. 298 de oameni au murit (283 pasageri și 15 membrii ai echipajului; inclusiv românul cu dublă cetățenie Andrei Anghel), marcând astfel cel mai mortal accident implicând un 777. Accidentul a fost atribuit războiului din Donbas.

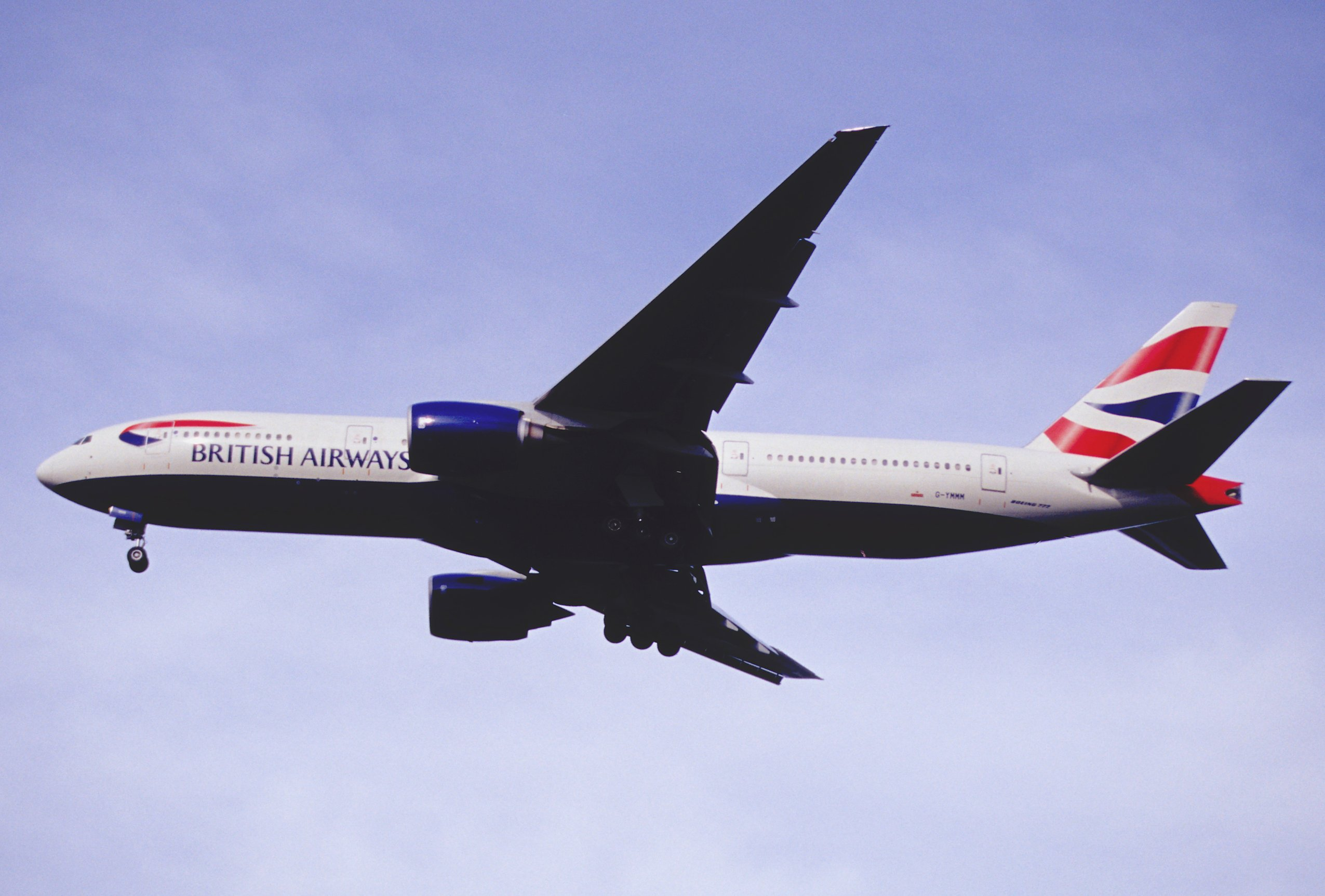
Zborul 38 al British Airways

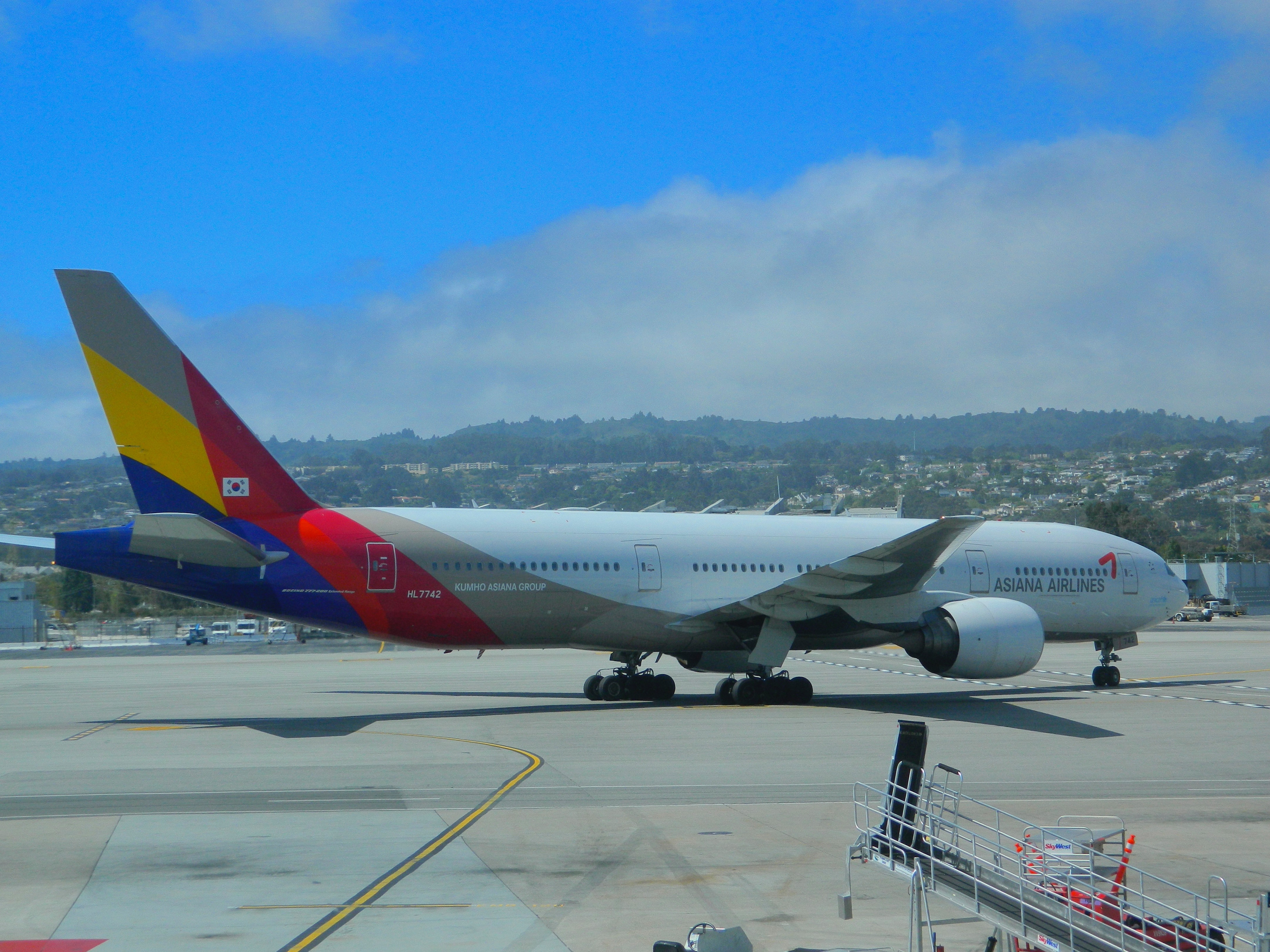
Zborul 214 al Asiana Airlines

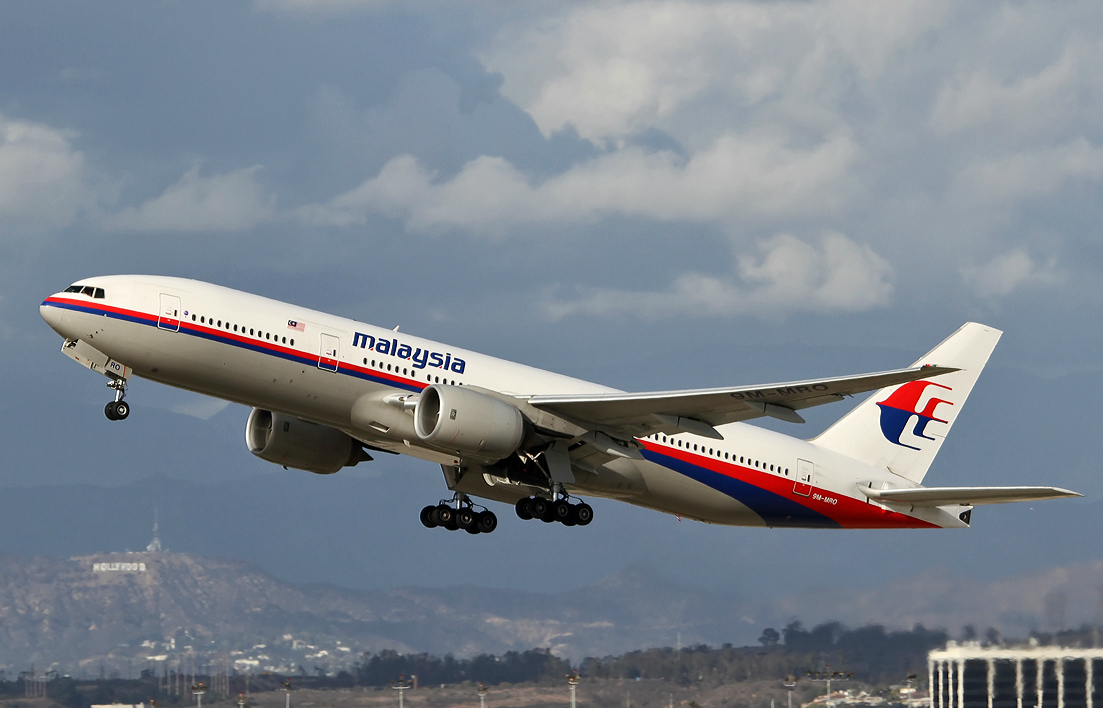
Zborul 370 al Malaysia Airlines

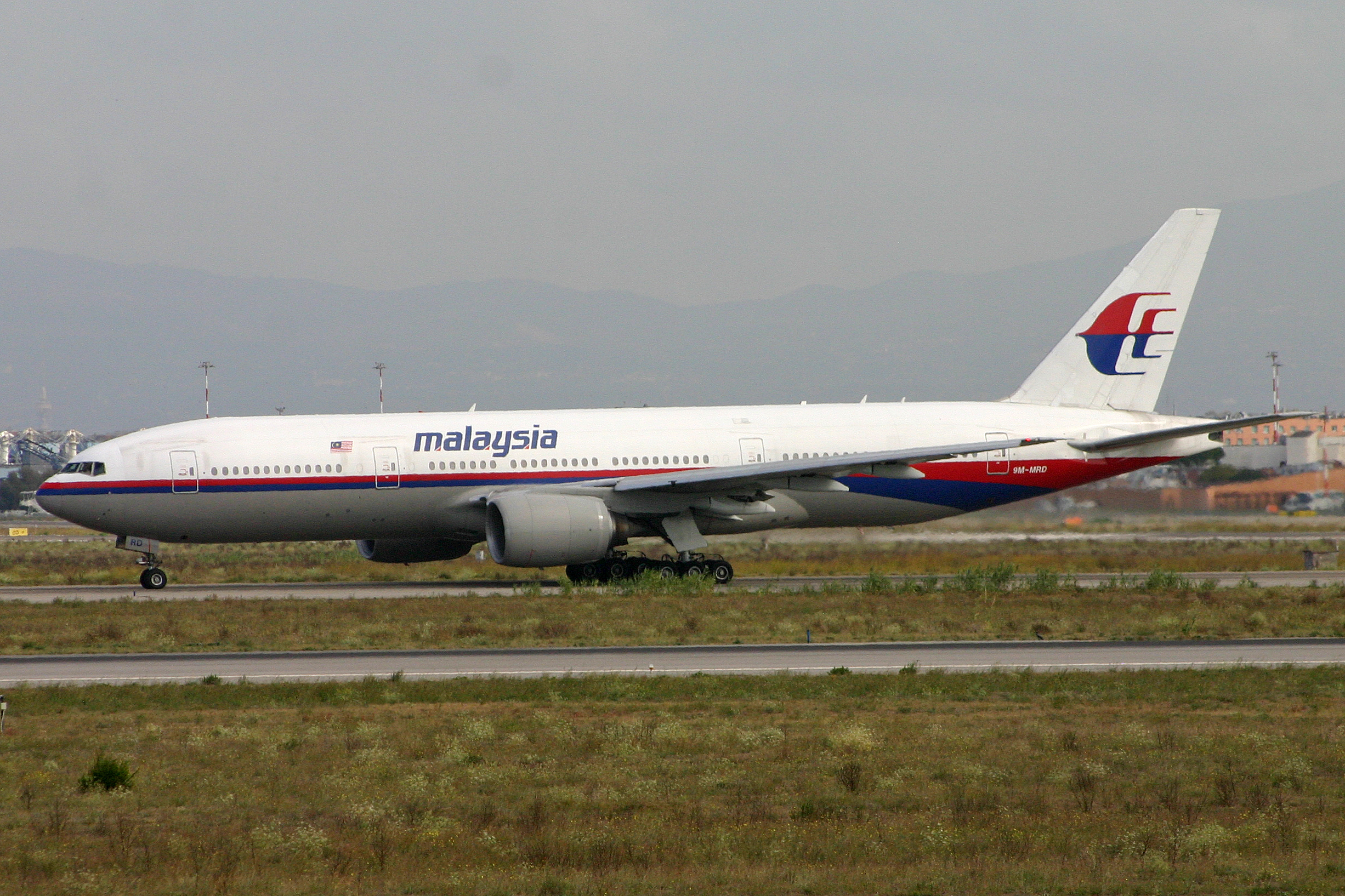
Zborul 17 al Malaysia Airlines